# Kagisano-Molopo Local Municipality
Kagisano-Molopo (englisch Kagisano-Molopo Local Municipality) ist eine 2011 gegründete Lokalgemeinde im Distrikt Dr Ruth Segomotsi Mompati der südafrikanischen Provinz Nordwest. Sie entstand 2011 aus den ehemaligen Lokalgemeinden Kagisano und Molopo. Der Verwaltungssitz befindet sich in Ganyesa. Bürgermeisterin ist Kesenkamang Veronica Kekesi.

## Städte und Orte
- Ganyesa
- Huhudi
- Louwna
- Morokweng
- Piet Plessis
- Pomfret
- Tosca

## Bevölkerung
Im Jahr 2011 hatte die Gemeinde 105.789 Einwohner in 28.531 Haushalten auf einer Gesamtfläche von 23.827,25 km². Davon waren 96 % schwarz, 2,1 % weiß und 1,4 % Coloured. Erstsprache war zu 90 % Setswana, zu 3,4 % Afrikaans, zu 1,6 % Englisch und zu 0,9 % isiNdebele.

## Sehenswürdigkeiten
- Morokweng-Krater